# Decoster
Decoster is een Belgisch historisch merk van motorfietsen.
J. en H. Decoster produceerden fietsen, tandems en tridems in Tielt. In 1898 werden hier ook quadricycles en voiturettes met De Dion-Bouton-motoren geproduceerd.